# Франц Пинтер
Франц Пинтер (24. децембар 1953 — децембар 2023) био је словеначки спортски стрелац из Словенске Бистрице. Освојио је четири медаље на Летњим параолимпијским играма између 1996. и 2008.  

## Живот
Пинтер је задобио повреду кичмене мождине у саобраћајној несрећи 1977. Након несреће, бавио се неколико спортова, укључујући кошарку у инвалидским колицима, параатлетику, пара пливање и пара стони тенис, где се такмичио на елитном нивоу. Коначно, одлучио је да се фокусира на спортско стрељаштво.  Остварујући свој параолимпијски деби на Летњим параолимпијским играма 1992. у Барселони, Пинтер је од тада представљао Словенију на свим Параолимпијским играма, при чему су Летње параолимпијске игре 2020. у Токију биле његов осми наступ. 

## Каријера
Као параплегичар, Пинтер се такмичио у категорији СХ1 . На Параолимпијским играма такмичио се у дисциплинама Р1 – 10 м ваздушна пушка за мушкарце стојећи, Р3 – мешовита 10 м ваздушна пушка лежећи, Р6 – 50 м мешовита пушка лежећи СХ1 и Р7 – 50 м пушка за мушкарце 3 позиције.  У својих седам параолимпијских наступа освојио је четири медаље, три сребрне и једну бронзану, све у дисциплини Р1. Освојио је сребрне медаље на Летњим параолимпијским играма 1996, 2000, и 2004, а бронзану на Летњим параолимпијским играма у Пекингу 2008 . На Летњим параолимпијским играма 2016. у Рио де Жанеиру завршио је 11. у овој дисциплини.  Са 67 година, Пинтер је био један од најстаријих спортиста на Летњим параолимпијским играма 2020 . Припремајући се за Игре, Пинтер је изјавио да је у доброј форми 2020. године, али је догађај одложен због пандемије КОВИД-19, а такође је зажалио због изостанка међународних такмичења током пандемије.  Тренирала га је Полонца Сладич, која је била и тренер Живе Дворшак на Летњим олимпијским играма 2020 .  У Токију је завршио 10. у дисциплини Р1. 

## Награде и признања
За своја достигнућа у параспорту, Пинтер је добио више награда и признања. Проглашен је спортистом године од стране Параолимпијског спортског савеза Словеније и Параолимпијског комитета Словеније 1996, 2000, 2001, 2002, 2004, 2005. и 2006.  Такође је награђен Блоудековим признањем 2007. године за своја достигнућа у парастрељаштву. 